# Kryptolebias
Kryptolebias ist eine Gattung der Familie Rivulidae und gehört zur Gruppe der Eierlegenden Zahnkarpfen. Die Arten dieser Gattung kommen entlang der Atlantikküste von Florida bis Südbrasilien vor.

## Merkmale
Die Gattung Kryptolebias unterscheidet sich morphologisch durch einen dorsal erweiterten Rand an der dorsalen Spitze des Autopalatins und einen rudimentären oder fehlenden anterodorsalen Fortsatz des Urohyals.

## Arten
Die Gattung Kryptolebias umfasst folgende sechs Arten:
- Kryptolebias brasiliensis (Valenciennes, 1821)
  - Synonyme: Kryptolebias dorni (Myers, 1924); K. gracilis Costa, 2007
- Kryptolebias campelloi (Costa, 1990)
- Kryptolebias caudomarginatus (Seegers, 1984)
- Kryptolebias marmoratus (Poey, 1880)
  - Synonym: Kryptolebias garciai (de la Cruz & Dubitsky, 1976)
- Kryptolebias heyei (Nichols, 1914)
  - Synonyme: Kryptolebias bonairensis (Hoedeman, 1958); K. hermaphroditus Costa, 2011
- Kryptolebias sepia Vermeulen & Hrbek, 2005

Außerdem beinhaltet die Gattung das Nomen dubium Kryptolebias ocellatus (Hensel, 1868). Es scheint nicht möglich zu sein, das Typusexemplar dieser Art zu identifizieren. Es kann sich entweder um Kryptolebias caudomarginatus oder um Kryptolebias heyei handeln.